# Rita Carewe
Rita Carewe, nata Violette Fox (New York City, 9 settembre 1909 – Torrance, 22 ottobre 1955), è stata un'attrice statunitense.

## Biografia
Figlia di Jay Fox, regista e produttore cinematografico noto con il nome di Edwin Carewe, studiò alla Cumnock School of Expression di Los Angeles. Entrò nell'ambiente del cinema grazie all'interessamento del padre, che la diresse nei film Joanna (1925), High Steppers (1926) e Resurrection (1927), tutti film da lui stesso prodotti.
Dopo essere stata scelta tra le tredici WAMPAS Baby Stars del 1927, Rita Carewe fu la protagonista di The Stronger Will, con Percy Marmont, e poi partecipò al film Ramona (1928), prodotto e diretto dal padre, e interpretato nel ruolo principale da Dolores del Río, l'attrice preferita del regista. Seguì subito dopo Maruska (1928), sempre diretto da Edwin Carewe e interpretato da Dolores del Río, nel quale recitava anche LeRoy Mason, col quale Rita si era appena sposata.
La carriera di Rita Carewe finì praticamente qui, partecipando soltanto, nel 1929 e nel 1930, a due cortometraggi. Nel 1935 divorziò da Mason, che nel 1947, mentre si trovava in uno studio cinematografico per recitare nel film California Fireband, morì d'infarto a soli 44 anni. Anche Rita morì ancora giovane, a 46 anni, nella sua residenza di Torrance e fu sepolta nell'Angelus-Rosedale Cemetery di Los Angeles.

## Riconoscimenti
- WAMPAS Baby Star nel 1927

## Filmografia
- Joanna (1925)
- High Steppers (1926)
- Resurrection, regia di Edwin Carewe (1927)
- The Stronger Will (1928)
- Ramona (1928)
- Maruska (1928)
- Prince Gabby (1929)
- Radio Kisses (1930)